# Karl Satow
Karl Otto Eugen Hermann Satow (geboren 28. April 1884 in Rollwitz, Kreis Prenzlau; gestorben 31. März 1966) war ein deutscher Komponist. Über Karl Satow ist nur wenig und Widersprüchliches bekannt. 

## Leben
Satow war Kompositionsschüler bei Max Reger in Leipzig und Emil Nikolaus von Reznicek in Berlin. Ab 1912 fungierte er als Kapellmeister in Trier und Aachen. 1921 ging er nach Berlin und arbeitete als Kapellmeister am Theater am Schiffbauerdamm, am Central-Theater und am Thaliatheater. Satow komponierte unter anderem die Opern Aschermittwoch, Uraufführung 1918 in Bremen, und Circe.
Satow stand 1944 in der Gottbegnadeten-Liste des Reichsministeriums für Volksaufklärung und Propaganda.

## Werke (Auswahl)
- Aschermittwoch, Oper, 1919
- Serenade für Streichorchester, Op. 42
- Über allen Zauber Liebe, Op. 48
- Arthur Kistenmacher: Trinklied für eine Singstimme und Orchester. Bearbeitung Satow

Bearbeitungen von Werken von Arthur Kistenmacher, Max Reger, Robert Winterberg